# Maria Wilhelmina Lammens
Maria Wilhelmina Lammens, född 1709, död 1738, var en nederländsk författare. Hon, liksom hennes syster Johanna Susanna Lammens, är kända för sina dagböcker, som skildrar livet i Nederländska Ostindien. Deras böcker tillhör få skildringar av kvinnor i Nederländska Ostindien. 
Hon var dotter till Anthony Lammens (1666-1754), räntemästare i Hontenisse, och Maria Magdalena Hulsius (1674-1713). År 1735 fick hennes bror Pieter Willem (1711-1773) en tjänst vid domstolen i Batavia i Nederländska Ostindien, och han bad då om tillstånd att få ta med sig sina två systrar. Vita kvinnor var då i minoritet i Batavia och de kunde förväntas bli värdefulla på äktenskapsmarknaden i kolonin. De anlände till Batavia i september 1736. Johanna Susanna avled 1737, troligen i malaria, medan Maria gifte sig med handelsmannen Johan Schreuder och avled i barnsäng 1738. Hennes bror återvände till Nederländerna 1754 och medförde då dagboken. 
Under resan mellan Nederländerna och Batavia förde systrarna Lammens en dagbok, som betraktas som ett värdefullt historiskt dokument. Kvinnor gjorde denna resa mer sällan än män under denna tid, särskilt som det ostindiska kompaniet sedan 1669 mycket sällan gav tillstånd till kvinnor att resa till Batavia såvida de inte var hustrur eller döttrar till kompanitjänstemän. Dagboken är den enda reseskildring från Nederländska Ostindien under ostindiskta kompaniets tid 1602-1795 författad av kvinnor. De ger en detaljerad redovisning av livet ombord på en ostindiefarare och beskriver bland annat slavarna på Kap och de indiska kvinnorna i Batavia. Deras stil är bildad och ironisk och betraktas som bland de mest läsbara av sin genre. 